# 大分光吉インターチェンジ
大分光吉インターチェンジ（おおいたみつよしインターチェンジ）は、大分県大分市大字光吉にある東九州自動車道のインターチェンジ (IC) である。
別府方面との流出入のみ利用できるハーフICであったが、臼杵市や佐伯市等の県南方面からの強い要望もあり、チャレンジ！おおいた国体の開催に合わせるため、2008年（平成20年）8月11日よりフルIC化された。
北九州、鳥栖方面側は、地方にある高規格幹線道路（高速自動車国道）のインターチェンジとしては珍しい、2階建ての構造（1階部分に東九州自動車道本線と国道210号を連絡するランプ、2階部分に本線）をとっている。
大分県立病院や日本国内最大規模の郊外型百貨店トキハわさだタウン、稙田新都心の最寄りICである。

## 歴史
- 1996年（平成8年）11月26日 : 大分IC - 大分米良IC開通に伴い供用開始。
- 2008年（平成20年）8月11日 : 開設時にはなかった佐伯側の入口・出口を新設、供用開始。
- 2018年（平成30年）8月5日 : 大分自動車道速見支線と大分自動車道本線（速見IC - 日出JCT - 大分米良IC）の道路名が東九州自動車道に変更される。

## 周辺
- エディオン大分本店（ICの隣接地にある）
- 大分県立病院
- 大分市医師会立アルメイダ病院
- イオン光吉店
- JR敷戸駅
- ケーズデンキ
- トキハわさだタウン
- ヤマダデンキ家電住まいる館YAMADA大分わさだ店（西へ車で7分)

## 接続する道路
- 直接接続
  - 大分県道628号大分光吉インター線
- 間接接続
  - 国道10号
  - 国道210号 木上バイパス（通称ホワイトロード）
  - 大分県道623号下世利寒田線

## 料金所

### 速見方面入口
- ブース数：2
  - ETC専用：1
  - 一般：1

### 速見方面出口
- ブース数：3
  - ETC専用：1
  - 一般：2

### 佐伯方面入口
- ブース数：2
  - ETC専用：1
  - 一般：1

### 佐伯方面出口
- ブース数：2
  - ETC専用：1
  - 一般：1

## 隣
E10 東九州自動車道
(12) 大分IC - (13) 大分光吉IC - (14) 大分米良IC